# Ulceby (North Lincolnshire)
Ulceby est une paroisse civile et un village du Lincolnshire, en Angleterre.